# Porocephalus crotali
Porocephalus crotali är en kräftdjursart som först beskrevs av Alexander von Humboldt 1808.  Porocephalus crotali ingår i släktet Porocephalus och familjen Porocephalidae. Inga underarter finns listade i Catalogue of Life.